# 光なき世界
『光なき世界』（原題：Wishbone Ash）は、イギリスのロック・バンド、ウィッシュボーン・アッシュが1970年に発表した初のスタジオ・アルバム。

## 背景
1970年5月18日、ウィッシュボーン・アッシュがディープ・パープルのオープニングアクトを務めた際、アンディ・パウエルはサウンド・チェック中にリッチー・ブラックモアとジャムに興じ、そこでブラックモアに気に入られたことから、プロデューサーのデレク・ローレンスを紹介された。そして、バンドがMCAレコードとの契約を得た際、ローレンスがアルバム3作をプロデュースするという条項も盛り込まれた。
ジャケットには、バンド名の由来となった鳥の叉骨(wishbone)の写真が使用された。

## 反響・評価
全英アルバムチャートでは3週トップ100入りし、最高29位を記録した。Dave Slegerはオールミュージックにおいて5点満点中3点を付け「ウィッシュボーン・アッシュは、ほどなくしてラジオでかかりやすいプログ・ロック的な作品を発表する存在に進化したため、デビュー作が明示しているように、ブギやブルースを基盤としたグループとして出発したことには驚かされる。もし1970年にジャム・バンドという言葉があれば、ウィッシュボーン・アッシュは、そのジャンルにおける主要なプレイヤーとして認識されていただろう」と評している。

## 収録曲
全曲ともメンバー4人の共作。
1. 光なき世界 - "Blind Eye" - 3:45
2. レディ・ウィスキー - "Lady Whiskey" - 6:12
3. あやまち - "Errors of My Way" - 6:57
4. 悲しみの女王 - "Queen of Torture" - 3:25
5. ハンディ - "Handy" - 11:35
6. フェニックス - "Phoenix" - 10:27

## 参加ミュージシャン
- マーティン・ターナー - ボーカル、ベース
- アンディ・パウエル - ボーカル、リードギター
- テッド・ターナー - ボーカル、リードギター
- スティーヴ・アプトン - ドラムス